# Escola Estadual Governador Milton Campos

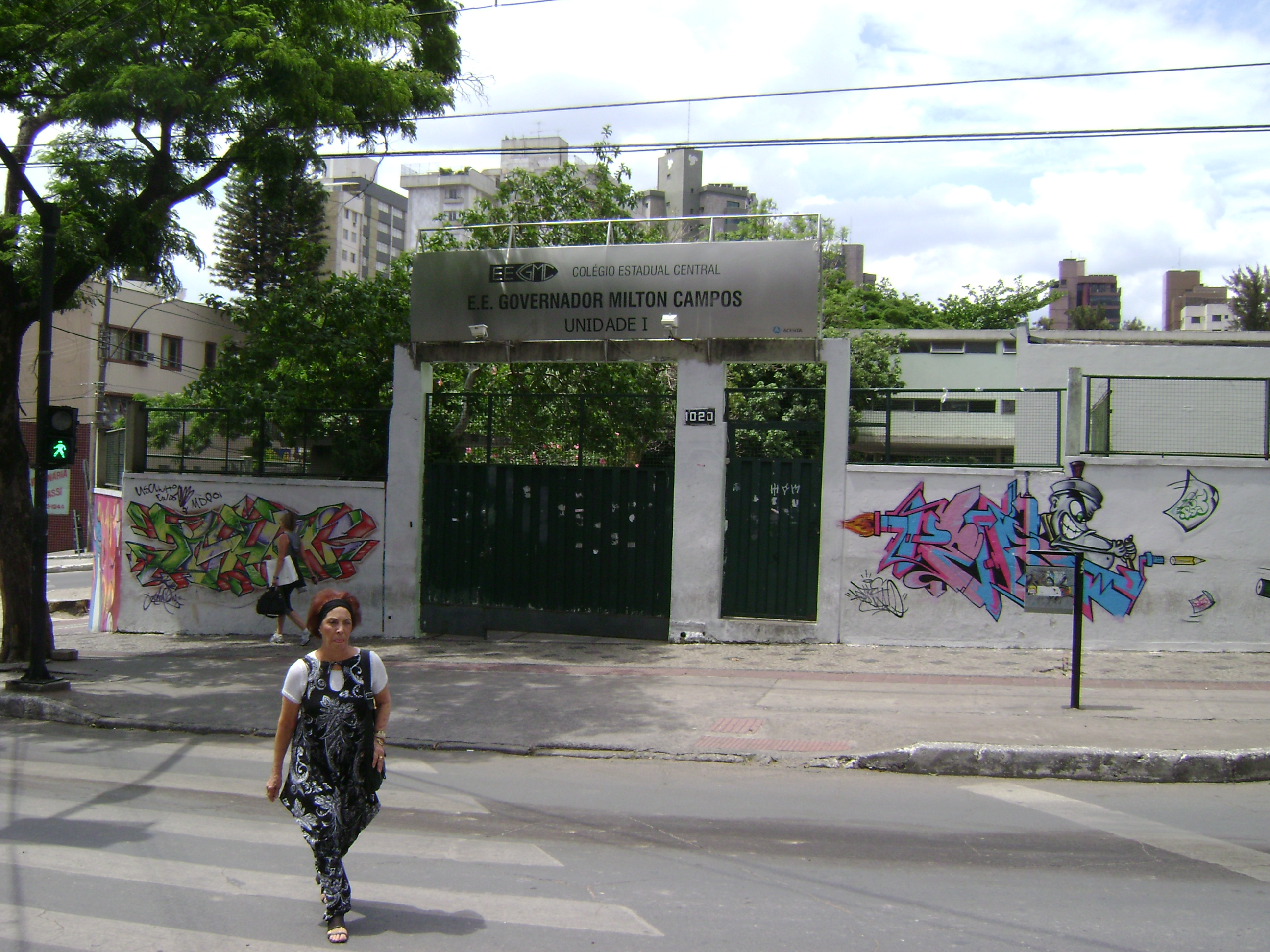
Entrada da Unidade I do colégio Estadual Central, hoje Governador Milton Campos.

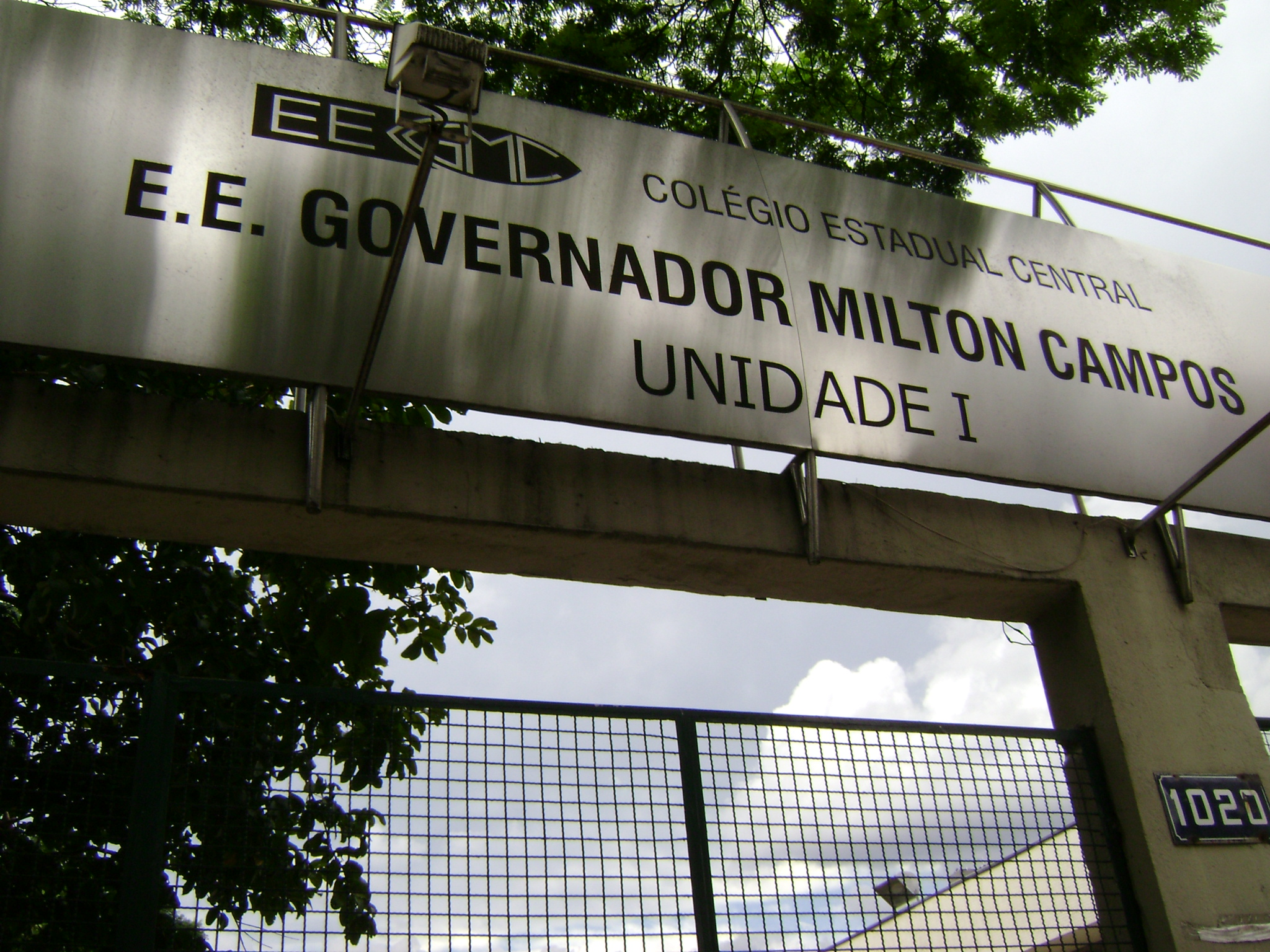
Inscrição na entrada.

A Escola Estadual Governador Milton Campos, conhecida como Colégio Estadual Central, é uma instituição de ensino público localizada no município brasileiro de Belo Horizonte.

## História
A escola possui mais de um século de história, tendo sido inaugurada em fevereiro de 1854 em Ouro Preto, antiga capital de Minas Gerais com o nome de Liceu Mineiro de Ouro Preto, tornando-se assim a primeira escola pública estadual em Minas.
Com a mudança da capital mineira em 1897, no ano seguinte o então denominado Ginásio Mineiro foi transferido da antiga Vila Rica para Belo Horizonte, onde foi instalado provisoriamente em um prédio da Praça Afonso Arinos. Posteriormente, foi para a Rua da Bahia e, logo após, para o bairro da Serra. O destino seguinte foi um prédio na Avenida Augusto de Lima, onde hoje está o centro de exposições Minascentro, em frente ao Mercado Central. Rebatizado como Colégio Estadual de Minas Gerais em 1943, sofre nova mudança, para outro prédio na mesma avenida, onde posteriormente seria erguido o Fórum Lafayette. A atual sede, fica no Bairro de Lourdes, na região Centro-Sul da capital mineira, foi projetada pelo arquiteto Oscar Niemeyer em 1954 e erguida durante a gestão de Juscelino Kubitschek no governo de Minas Gerais no local onde antes funcionava o Regimento da Cavalaria da capital. Foi inaugurada em 1956. No final da década de 1970 foi adotada a atual denominação Escola Estadual Governador Milton Campos.
Várias personalidades estudaram no Colégio. Dentre elas a presidente do Brasil Dilma Rousseff, na década de 1960. Após reforma, o Colégio Central foi reinaugurado em 22/04/2016 pelo governador Fernando Pimentel, ex-aluno do Colégio, em evento que contou com a presença do músico Juarez Moreira.
Hoje, a Escola Estadual Governador Milton Campos continua sendo uma das mais tradicionais instituições de ensino de Minas Gerais, mantendo seu compromisso com a educação e a formação de novas gerações. Seu legado vai além da infraestrutura e dos ex-alunos ilustres. A escola representa um marco na história da educação pública mineira, consolidando-se como um espaço de aprendizado, cultura e transformação social.
Ao longo das décadas, a instituição tem se adaptado às mudanças educacionais e sociais, investindo na modernização das metodologias de ensino e no aprimoramento da qualificação docente. Com uma forte tradição no ensino médio, destaca-se pelo incentivo ao pensamento crítico, à pesquisa e à participação ativa dos alunos na construção do conhecimento.

Mais do que um colégio, o Estadual Central é um símbolo de resistência e excelência acadêmica. Promove conhecimento e oportunidades para diversas gerações de estudantes que passaram — e ainda passarão — por seus corredores. Seu papel vai além da formação acadêmica: a escola molda cidadãos, estimula talentos e fortalece os laços entre educação e transformação social. Dessa forma, reafirma sua importância na construção de um futuro mais promissor para Minas Gerais e para o Brasil.